# Bắc Trấn

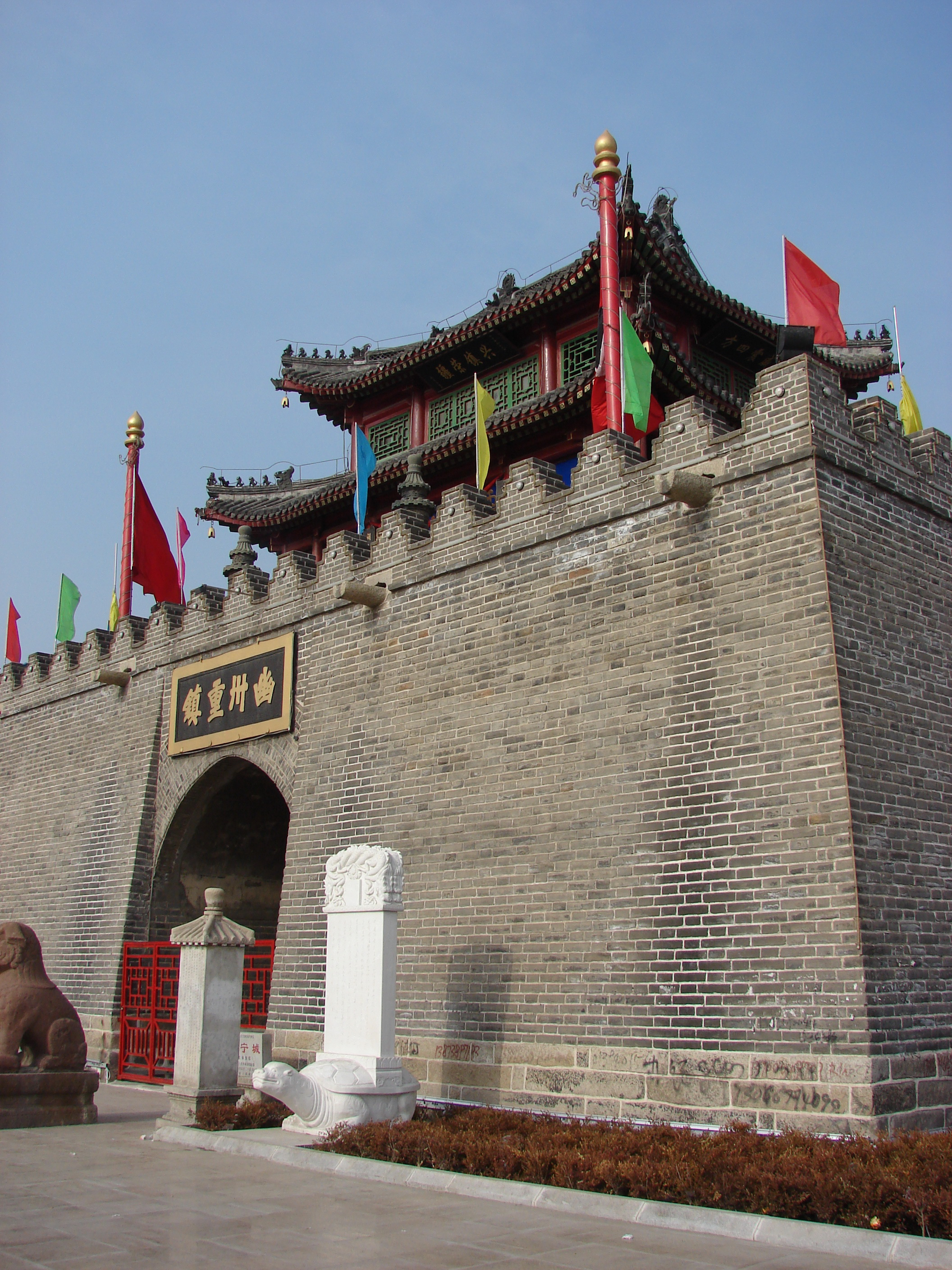
Bắc Trấn

Bắc Trấn (chữ Hán giản thể: 北镇市, âm Hán Việt: Bắc Trấn thị) là một thành phố cấp huyện của địa cấp thị Cẩm Châu, tỉnh Liêu Ninh, Cộng hòa Nhân dân Trung Hoa. Thành phố Bắc Trấn có diện tích 1782 km², dân số 530.000 người. Thành phố này có mã số bưu chính 121300. Thành phố này được chia thành 3 nhai đạo, 11 trấn, 6 hương.
- Nhai đạo biện sự xứ: Bắc Trấn, Quảng Ninh, Quan Âm Các.
- Trấn: Đại Thị, Chính An, Trung An, La La Bảo, Thường Hưng Điếm, Lư Dương, Câu Bang Tử, Liêu Truân, Thanh Đôi Tử, Cao San Tử, Triệu Truân.
- Hương: Phú Truân, Bảo Gia, Đại Truân, Liễu Gia, Ngô Gia, Liêu Thành.